# Peter Polansky
Peter Polansky (ur. 15 czerwca 1988 w Toronto) – kanadyjski tenisista, reprezentant w Pucharze Davisa.

## Kariera tenisowa
Startując jeszcze jako junior Kanadyjczyk osiągnął w 2006 roku finał US Open w konkurencji gry pojedynczej chłopców, gdzie przegrał pojedynek o tytuł z Dušanem Lojdą.
Karierę tenisową Polansky rozpoczął w 2007 roku.
W grze pojedynczej wygrał cztery turnieje rangi ATP Challenger Tour. Najlepszym wynikiem Kanadyjczyka w zawodach Wielkiego Szlema jest awans do drugiej rundy na US Open 2010. Do drabinki głównej dostał się z eliminacji, a w pierwszej rundzie pokonał Juana Mónaco, natomiast w następnym meczu poniósł porażkę z Jamesem Blake.
Od 2007 roku jest reprezentantem Kanady w Pucharze Davisa.
W rankingu singlowym Polansky najwyżej był na 110. miejscu (25 czerwca 2018), a w klasyfikacji deblowej na 123. pozycji (10 grudnia 2018).

### Zwycięstwa w turniejach ATP Challenger Tour w grze pojedynczej
| Końcowy wynik | Nr | Data                 | Turniej  | Nawierzchnia  | Przeciwnik        | Wynik finału    |
| ------------- | -- | -------------------- | -------- | ------------- | ----------------- | --------------- |
| Zwycięzca     | 1. | 13 października 2013 | Tiburón  | Twarda        | Matthew Ebden     | 7:5, 6:3        |
| Zwycięzca     | 2. | 14 sierpnia 2016     | Gatineau | Twarda        | Vincent Millot    | 3:6, 6:4, krecz |
| Zwycięzca     | 3. | 29 lipca 2018        | Granby   | Twarda        | Ugo Humbert       | 6:4, 1:6, 6:2   |
| Zwycięzca     | 4. | 22 września 2019     | Columbus | Twarda (hala) | Jeffrey John Wolf | 6:3, 7:6(4)     |